# Камерон Джером
Камерон Джером (англ. Cameron Jerome, нар. 14 серпня 1986, Гаддерсфілд) — англійський футболіст, нападник турецького клубу «Гезтепе».
Виступав за низку англійських клубних команд, зокрема, за «Бірмінгем Сіті» та «Норвіч Сіті», а також молодіжну збірну Англії.
Володар Кубка англійської ліги. 

## Клубна кар'єра
Народився 14 серпня 1986 року в місті Гаддерсфілд. Вихованець юнацьких команд футбольних клубів «Гаддерсфілд Таун», «Грімсбі Таун» та «Шеффілд Венсдей».
Свій перший професійний контракт уклав 2003 року з клубом «Мідлсбро». Так й не провівши жодної гри за цей клуб наступного року перейшов до «Кардіфф Сіті», у складі якого дебютував у дорослому футболі іграми у другому англійському дивізіоні.
31 травня 2016 року за 3 мільйони фунтів перейшов до іншого клубу Чемпіоншипа, «Бірмінгем Сіті», з яким у першому ж сезоні здобув підвищення у класі і в сезоні 2007/08 дебютував у Прем'єр-лізі. Протягом п'яти сезонів, проведених Джеромом у Бірмінгемі, команда балансувала між першим і другим дивізіонами англійського футболу, а сам нападник незмінно перебував серед гравців її стартового складу.
Невдовзі після завершення сезону 2010/11, за результатами якого «Бірмінгем» учергове втратив місце у Прем'єр-лізі, нападник перейшов до «Сток Сіті», з яким уклав чотирирічний контракт. Утім і в цій команді розкрити свої найкращі бомбардирські якості гравцеві не вдалося і вже за два роки, забивши у 67 іграх в усіх турнірах лише 12 голів, він був відданий в оренду до «Крістал Пелес».
А ще за півроку, влітку 2014, його новим клубом став «Норвіч Сіті» з Чемпіоншипа, в якому результативність Джерома суттєво покращилася. Зокрема його 20 голів у 44 матчах першості допомогли «Норвічу» підвищитися у класі до Прем'єр-ліги. В елітному дивізіоні нападник знову почав відзначатися голами дуже нерегулярно (тричі за 34 ігри у сезоні 2015/16), а його команда відразу ж понизилася у класі.
Відігравши ще півтора сезони у Чемпіоншипі за «Норвіч», на початку 2018 року нападник уклав півторарічний контракт з іншим представником другої за силою англійської ліги, «Дербі Каунті». А вже за півроку, у серпні того ж року, став гравцем турецького «Гезтепе».

## Виступи за збірну
Протягом 2005–2007 років залучався до складу молодіжної збірної Англії. На молодіжному рівні зіграв у 10 офіційних матчах.

## Статистика виступів

### Статистика клубних виступів
Станом на 1 серпня 2017 року
| Сезон                      | Команда                    | Чемпіонат                  | Чемпіонат | Чемпіонат | Національний кубок | Національний кубок | Національний кубок | Континентальні кубки | Континентальні кубки | Континентальні кубки | Інші змагання | Інші змагання | Інші змагання | Усього | Усього |
| Сезон                      | Команда                    | Ліга                       | Ігор      | Голів     | Ліга               | Ігор               | Голів              | Ліга                 | Ігор                 | Голів                | Ліга          | Ігор          | Голів         | Ігор   | Голів  |
| -------------------------- | -------------------------- | -------------------------- | --------- | --------- | ------------------ | ------------------ | ------------------ | -------------------- | -------------------- | -------------------- | ------------- | ------------- | ------------- | ------ | ------ |
| 2003–04                    | «Мідлсбро»                 | ПЛ                         | 0         | 0         | КА+КЛ              | 0+0                | 0                  |                      | -                    | -                    |               | -             | -             | 0      | 0      |
| 2004–05                    | «Кардіфф Сіті»             | ЧФЛ                        | 29        | 6         | КА+КЛ              | 1+2                | 0+1                | -                    | -                    | -                    | -             | -             | -             | 32     | 7      |
| 2005–06                    | «Кардіфф Сіті»             | ЧФЛ                        | 44        | 18        | КА+КЛ              | 1+2                | 1+1                | -                    | -                    | -                    | -             | -             | -             | 47     | 20     |
| Усього за «Кардіфф Сіті»   | Усього за «Кардіфф Сіті»   | Усього за «Кардіфф Сіті»   | 73        | 24        |                    | 6                  | 3                  |                      | -                    | -                    |               | -             | -             | 79     | 27     |
| 2006–07                    | «Бірмінгем Сіті»           | ЧФЛ                        | 38        | 7         | КА+КЛ              | 2+4                | 0+2                | -                    | -                    | -                    | -             | -             | -             | 44     | 9      |
| 2007–08                    | «Бірмінгем Сіті»           | ПЛ                         | 33        | 7         | КА+КЛ              | 1+0                | 0                  | -                    | -                    | -                    | -             | -             | -             | 38     | 7      |
| 2008–09                    | «Бірмінгем Сіті»           | ЧФЛ                        | 43        | 9         | КА+КЛ              | 1+1                | 0+1                | -                    | -                    | -                    | -             | -             | -             | 45     | 10     |
| 2009–10                    | «Бірмінгем Сіті»           | ПЛ                         | 32        | 11        | КА+КЛ              | 4+0                | 0                  | -                    | -                    | -                    | -             | -             | -             | 36     | 11     |
| 2010–11                    | «Бірмінгем Сіті»           | ПЛ                         | 34        | 3         | КА+КЛ              | 4+4                | 2+0                | -                    | -                    | -                    | -             | -             | -             | 42     | 5      |
| серп. 2011                 | «Бірмінгем Сіті»           | ЧФЛ                        | 1         | 0         | КА+КЛ              | 0+0                | 0                  | -                    | -                    | -                    | -             | -             | -             | 1      | 0      |
| Усього за «Бірмінгем Сіті» | Усього за «Бірмінгем Сіті» | Усього за «Бірмінгем Сіті» | 181       | 37        |                    | 21                 | 5                  |                      | -                    | -                    |               | -             | -             | 202    | 42     |
| вер.2011 - черв.2012       | «Сток Сіті»                | ПЛ                         | 23        | 4         | КА+КЛ              | 4+2                | 2+0                | ЛЄ                   | 7                    | 2                    | -             | -             | -             | 36     | 8      |
| 2012–13                    | «Сток Сіті»                | ПЛ                         | 26        | 3         | КА+КЛ              | 3+1                | 1+0                | -                    | -                    | -                    | -             | -             | -             | 30     | 4      |
| серп.2013                  | «Сток Сіті»                | ПЛ                         | 1         | 0         | КА+КЛ              | 0+0                | 0                  | -                    | -                    | -                    | -             | -             | -             | 1      | 0      |
| Усього за «Сток Сіті»      | Усього за «Сток Сіті»      | Усього за «Сток Сіті»      | 50        | 7         |                    | 10                 | 3                  |                      | 7                    | 2                    |               | -             | -             | 67     | 12     |
| вер.2013 - черв.2014       | «Крістал Пелес»            | ПЛ                         | 28        | 2         | КА+КЛ              | 1+0                | 0                  | -                    | -                    | -                    | -             | -             | -             | 29     | 2      |
| 2014–15                    | «Норвіч Сіті»              | ЧФЛ                        | 41+3      | 18+2      | КА+КЛ              | 0+1                | 0+1                | -                    | -                    | -                    | -             | -             | -             | 45     | 21     |
| 2015–16                    | «Норвіч Сіті»              | ПЛ                         | 34        | 3         | КА+КЛ              | 1+0                | 0                  | -                    | -                    | -                    | -             | -             | -             | 35     | 3      |
| 2016–17                    | «Норвіч Сіті»              | ЧФЛ                        | 10        | 5         | КА+КЛ              | 0+0                | 0                  | -                    | -                    | -                    | -             | -             | -             | 10     | 5      |
| Усього за «Норвіч Сіті»    | Усього за «Норвіч Сіті»    | Усього за «Норвіч Сіті»    | 85+3      | 26+2      |                    | 2                  | 1                  |                      | -                    | -                    |               | -             | -             | 90     | 29     |
| Усього за кар'єру          | Усього за кар'єру          | Усього за кар'єру          | 420       | 98        |                    | 40                 | 12                 |                      | 7                    | 2                    |               | -             | -             | 467    | 112    |

## Титули і досягнення
- Володар Кубка англійської ліги (1):

«Бірмінгем Сіті»: 2010-2011